# Kaba' Ngondo

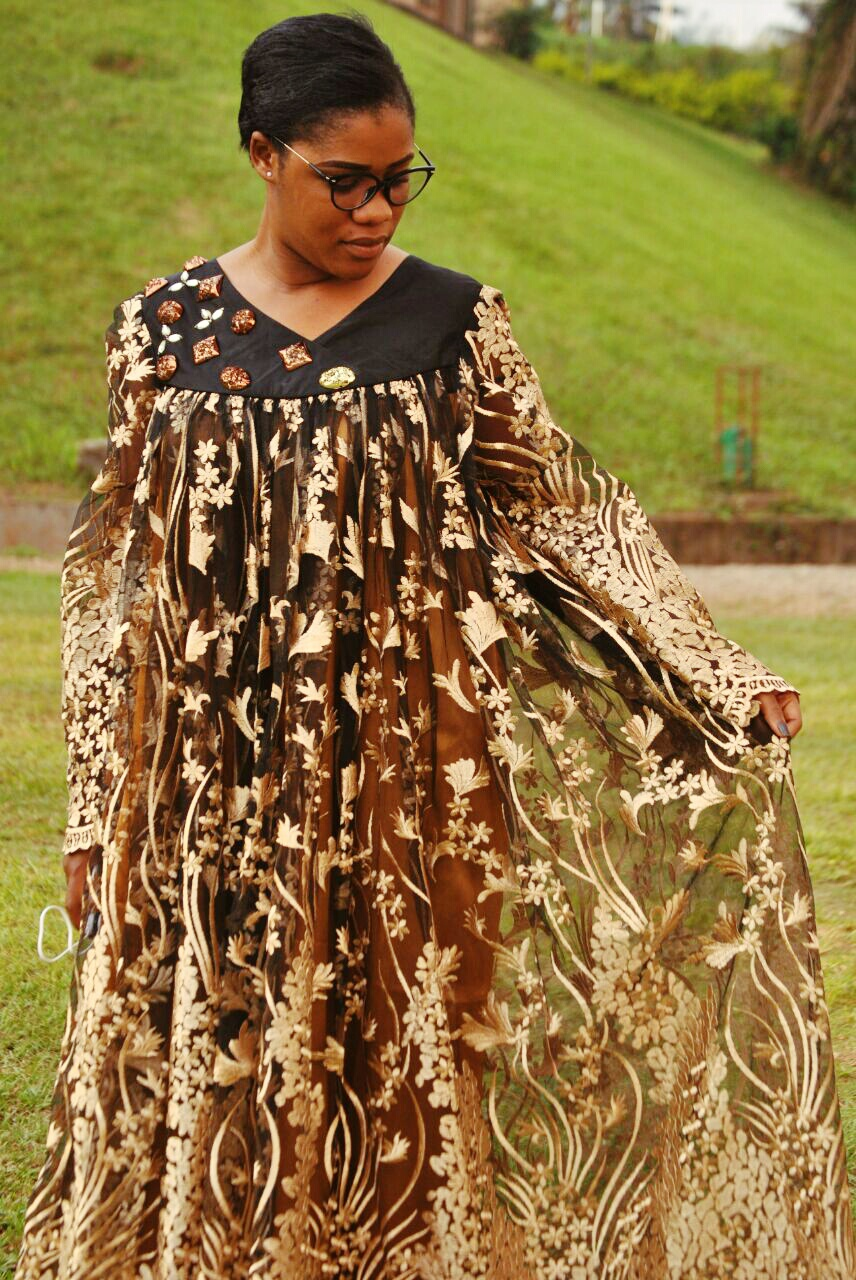
Kaba de fête des femmes sawa.

Le Kaba' Ngondo (ou Kaba) est une robe en tissu ample qui couvre tout le corps, portée par les femmes Sawa au sud du Cameroun, notamment lors du Ngondo, la fête traditionnelle des peuples côtiers.

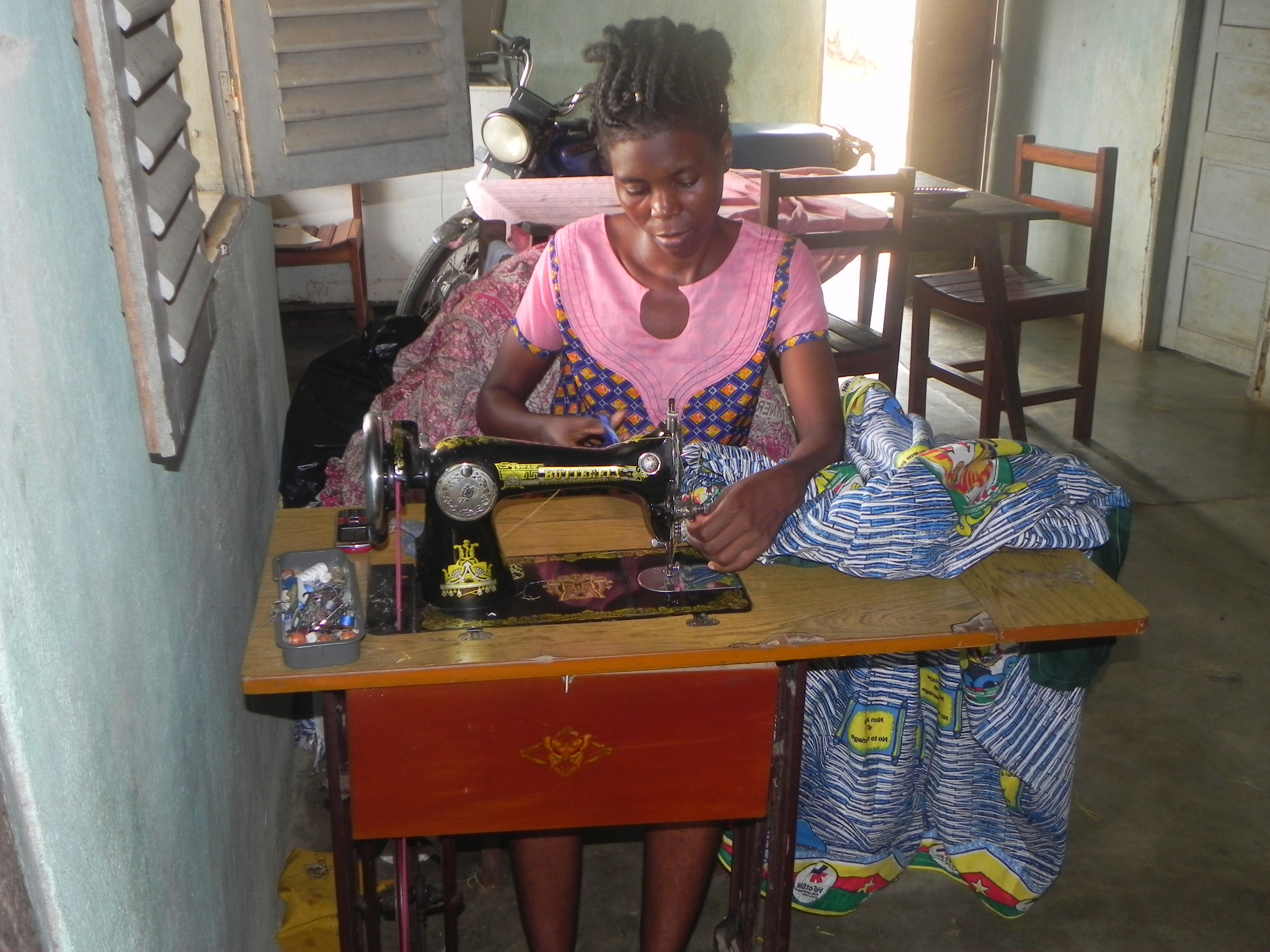
Couturière de kaba ngondo

## Origine
Son nom serait originaire de l'expression « cover it all » prononcé par Hélène Saker, l'épouse du missionnaire anglais Alfred Saker, outrée par la nudité des populations Douala locales. « Cover » serait ainsi prononcé par les locaux « Kaba».

## Galérie

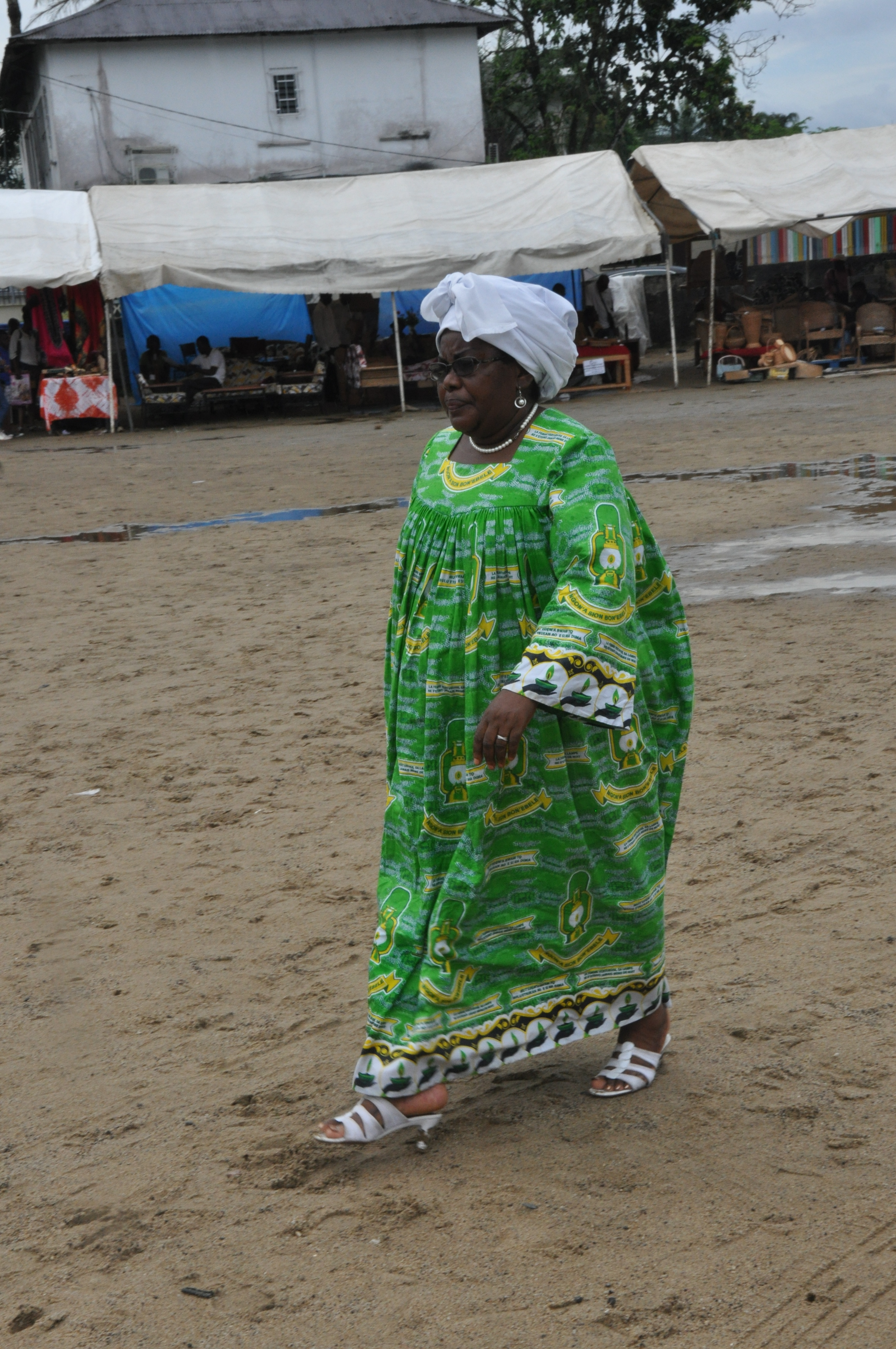
Kaba Ngondo vert
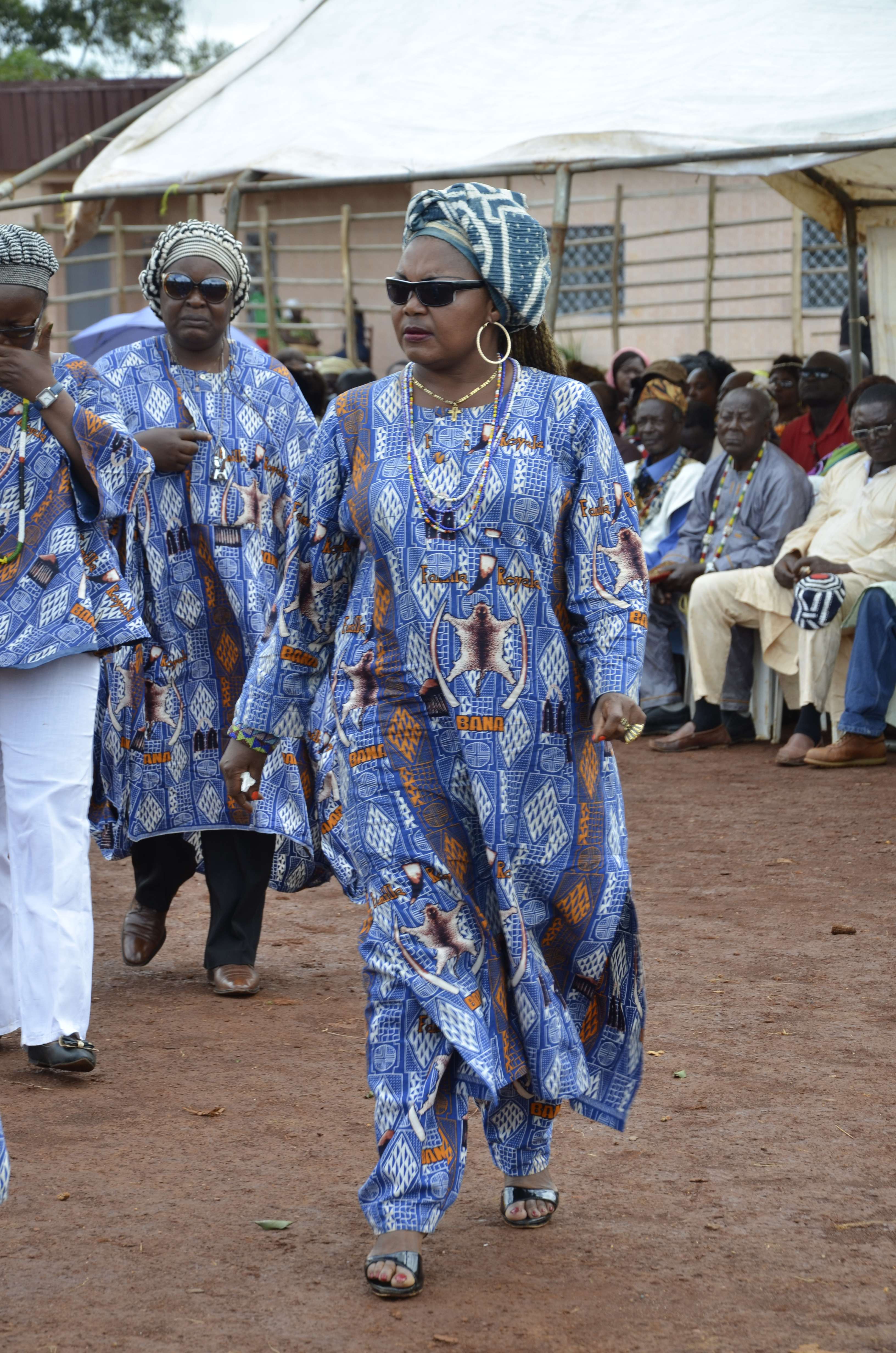
Kaba Ngondo bleu
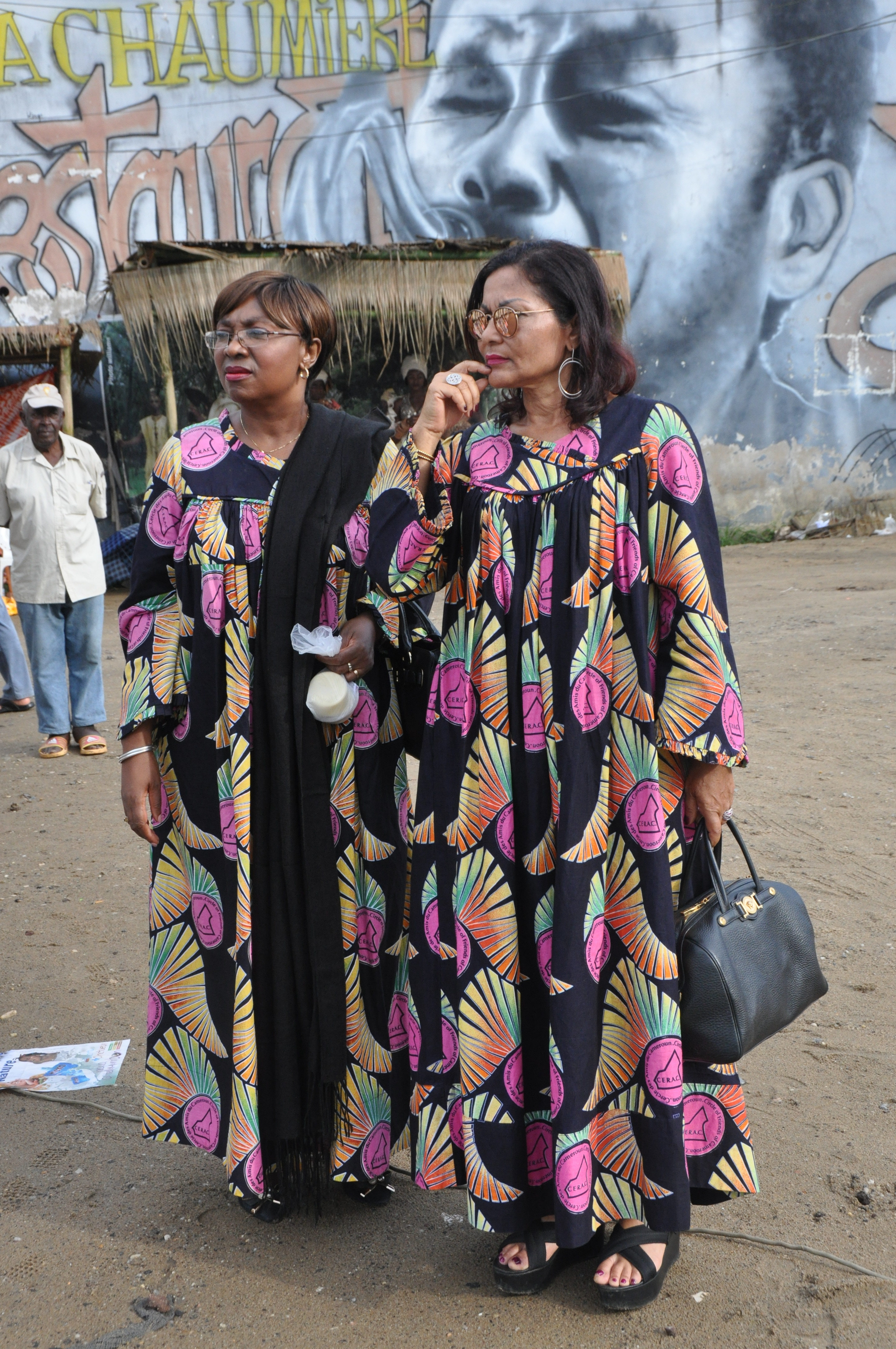
Femmes en kaba Ngondo
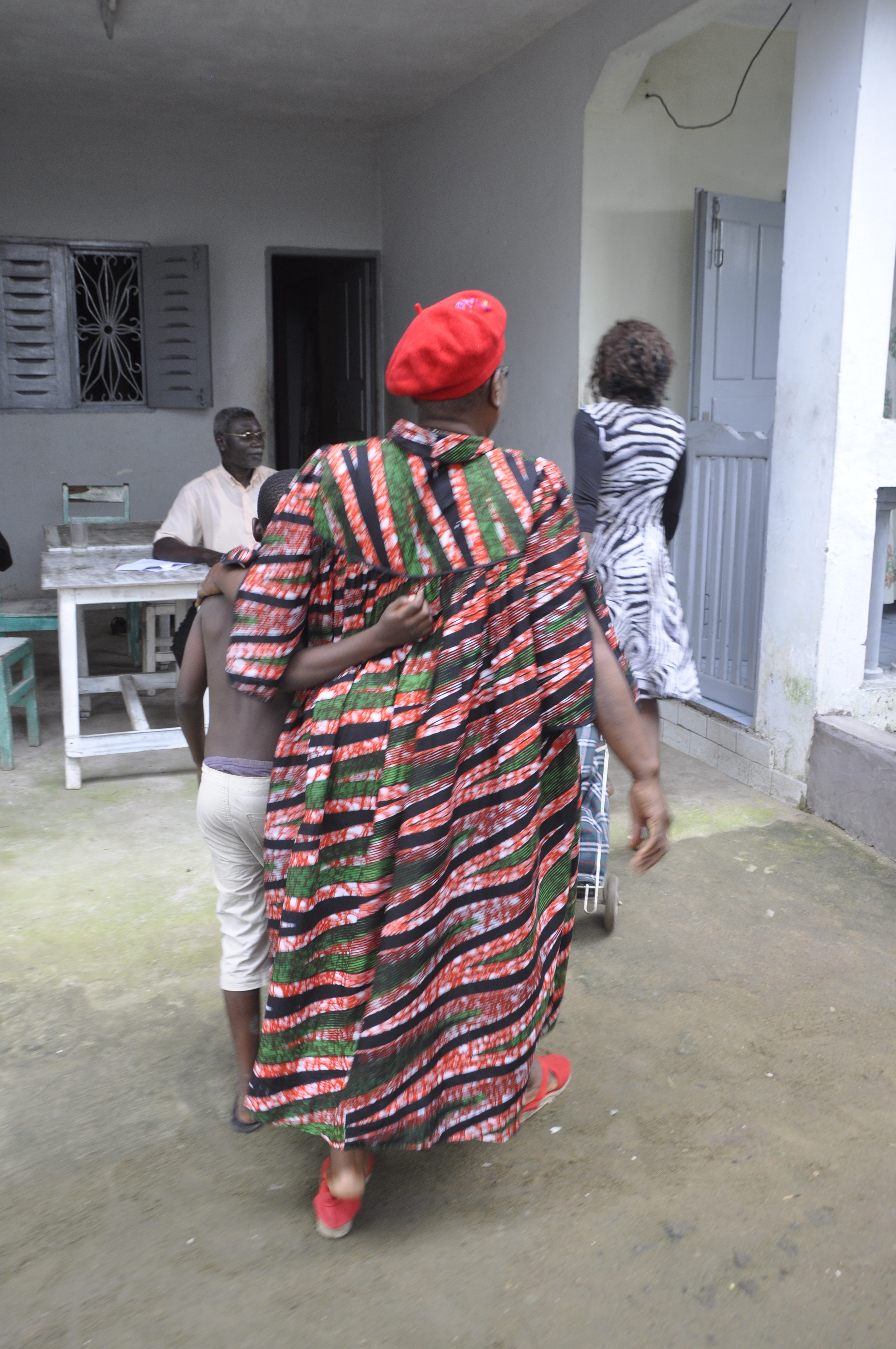
Personne agée en Kaba Ngondo
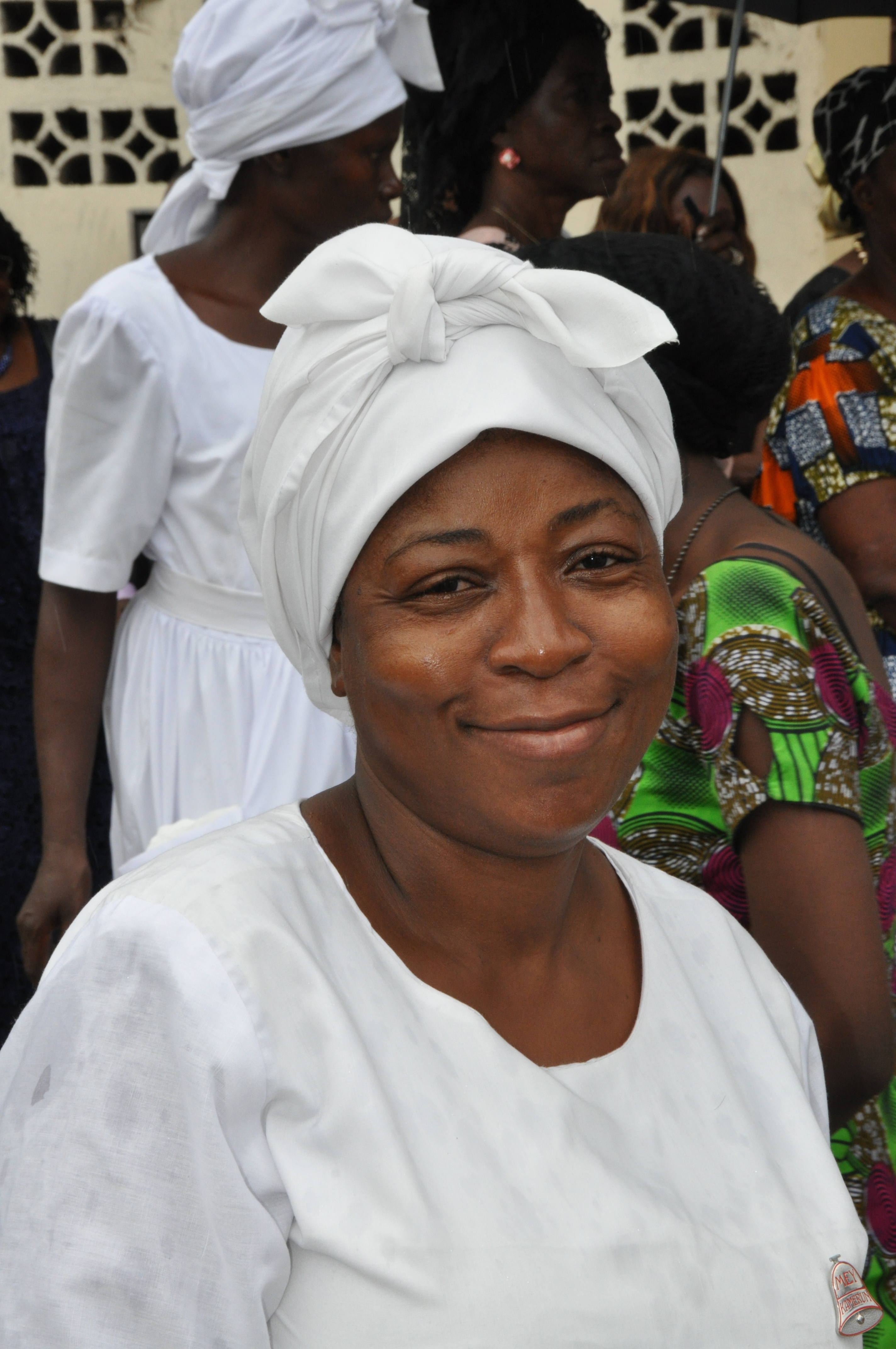
Foulard du Kaba Ngondo